# Трубецькой Євген Миколайович
Трубецькой Євген Миколайович (5 жовтня 1863 — 10 січня 1920) — князь, релігійний філософ, послідовник і друг В. С. Соловйова.
Євген Трубецькой походив із князівського роду Трубецьких. Закінчив Московський університет. Працював на кафедрі державного права приват-доцентом у Демидівському юридичному ліцеї в місті Ярославлі, а після захисту магістерської дисертації у 1893 став працювати у Київському університеті, з 1897 — професор по кафедрі енциклопедичного права і історії філософського права. У Києві проживав у особняку по вул. Шовковичній, 4. Він також придбав садиби по вул. Фундуклеївській, 44 та вул. Рейтарській, 27-29, які використовував як прибуткові будинки.
У 1906 разом з родиною Євген Трубецькой переїжджає до Москви, де викладає у Московському університеті. Один з лідерів правого крила партії кадетів, організатор Партії мирного відновлення (листопад 1906), член Державної ради (1906—1908).
Формування філософських поглядів Є. Трубецького відбувалося у сімейному середовищі, через спілкування з братом, С. Трубецьким. В юності вони захоплювалися нігілізмом і матеріалізмом; пізніше, під впливом B.C. Соловйова, слов'янофілів та німецької класичної філософії Є. Трубецькой стає на позиції релігійної філософії. Був засновником і учасник книговидавництва «Путь» (1910—1917), він один із засновників Психологічного товариства при Московському університеті та Релігійно-філософського товариства пам'яті B.C. Соловйова.
Євген Трубецькой написав понад 20 книг і брошур, чимало статей. Основні — «Миросозерцание В. С. Соловьева» (т. 1-2), «Метафизические предположения сознания», «Смысл жизни».